# Daisy Kennedy

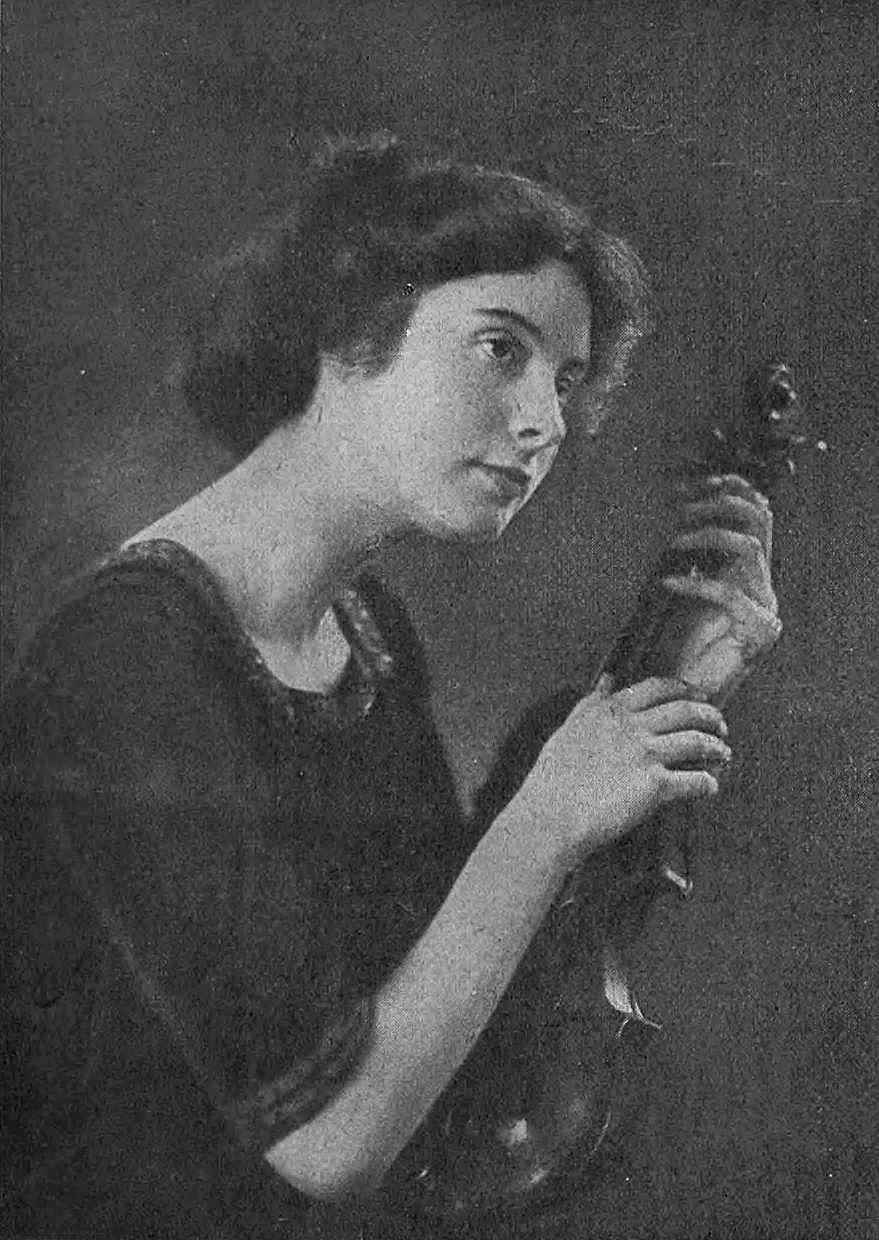
Daisy Kennedy (ca. 1913)

Daisy Fowler Kennedy (* 16. Januar 1893 in Burra, Australien; † 30. Juli 1981 in Hammersmith, London) war eine australische Violinistin.

## Leben und künstlerische Laufbahn
Daisy Kennedy wurde im Januar 1893 als Tochter irisch-schottischer Eltern in Kooringa bei Burra, 160 Kilometer nördlich von Adelaide geboren.
Ihr Vater, Joseph A. Kennedy, war Schulleiter der Glenelg Primary School und Präsident der südaustralischen Lehrervereinigung South Australian Public School Teachers’ Union.
Ab ihrem siebenten Lebensjahr nahm sie Violinunterricht bei Mrs. R. G. Alderman. 1906 erhielt sie ein Stipendium für ein Violinstudium am Elder Conservatorium of Music, Australiens führender Musikakademie in Adelaide, als Schülerin von Hermann Heinicke. 1908 spielte sie für den Gastvirtuosen Jan Kubelík, der ihr ein Studium in Europa empfahl. 1908 ging sie nach Prag, um zunächst ein Jahr bei Otakar Ševčík als Violinsprivatschülerin Unterrichtsstunden zu nehmen. Ab 1909 studierte sie dann weitere zwei Jahre an der Meisterschule in Wien.
Im Oktober 1911 debütierte sie in Wien und zwei Monate später in London. 1912 ging sie nach London und tourte in Europa und den Vereinigten Staaten, Australien und Neuseeland. Im April 1914 heiratete sie den ukrainischen Pianisten Benno Moiseiwitsch, mit dem sie öfter gemeinsam auftrat. Ihre Tochter, die Theaterdesignerin Tanya Moiseiwitsch, wurde im Dezember desselben Jahres geboren. Das Ehepaar hatte eine weitere Tochter, Sandra. Die Ehe mit Moiseiwitsch wurde 1924 geschieden. Im selben Jahr heiratete Kennedy den ebenfalls geschiedenen englischen Dramatiker und Dichter John Drinkwater. Sie hatte aus dieser zweiten Ehe eine weitere Tochter, Penny Drinkwater.
Kennedy besaß eine brillante Technik und eine beeindruckende Bühnenpräsenz. Sie wurde für ihr innovatives Repertoire sehr bewundert. Die New York Times lobte ihre „Stilbreite“, ihren „kraftvollen Ton“ und ihre „Intonationssicherheit“. 1927 erregte sie Aufsehen, als sie sich öffentlich über die zu knapp bemessene Probezeit für ein Promenadenkonzert in London beschwerte. Der Musikkritiker Ernest Newman bemerkte diesbezüglich: „Ich freue mich, ausnahmsweise einmal eine Künstlerin zu finden, die den Willen und den Mut hat, ihren eigenen Kampf zu führen“. In den späten 1920er Jahren konzentrierte sich Kennedy auf ihre Rolle als Ehefrau und Mutter. Sie trat seltener auf, obwohl sie 1932 mit ihrem Cousin, dem Cellisten Lauri Kennedy, und dessen Pianistin Dorothy McBride das Kennedy Trio gründete. 1937 wurde sie bei einem Autounfall schwer verletzt, kurz darauf starb ihr Mann. Mittellos zurückgelassen, wurde sie Dirigentin und Leiterin eines Orchesters für Unterhaltungsmusik im Regent Palace Hotel in London, wo sie bis 1950 arbeitete. Kennedys Aufnahmen beim Label Columbia zeugen von ihrem beachtlichen künstlerisch-musikalischen Können.
Daisy Kennedy war, wie oben erwähnt, die Cousine des Cellisten Lauri Kennedy und somit auch mit dessen Sohn, dem Cellisten John Kennedy, und dessen Enkel, dem Geiger Nigel Kennedy, verwandt.
Sie starb am 30. Juli 1981 im Alter von 88 Jahren im Londoner Stadtteil Hammersmith.